# Walter Real
Walter Real (Chicago, 18 maggio 1886 – South Arm Township, 14 luglio 1955) è stato un ginnasta e multiplista statunitense.

## Carriera
Real partecipò ai Giochi olimpici di Saint Louis 1904 nelle gare di triathlon e ginnastica. Giunse nono nel concorso a squadre, centotredicesimo nel concorso generale individuale, centoottesimo nel triathlon e centoquattresimo nel concorso a tre eventi.